# Conhaque
Conhaque, brandy ou brande, é uma bebida alcoólica decorrente da destilação de vinho, geralmente contendo cerca de 40~60% de graduação alcoólica por volume.
Além do vinho, esta bebida destilada pode ser feita a partir de um suco de fruta fermentado (no caso da uva, normalmente são utilizadas apenas espécies viníferas). É usualmente degustado após as refeições.

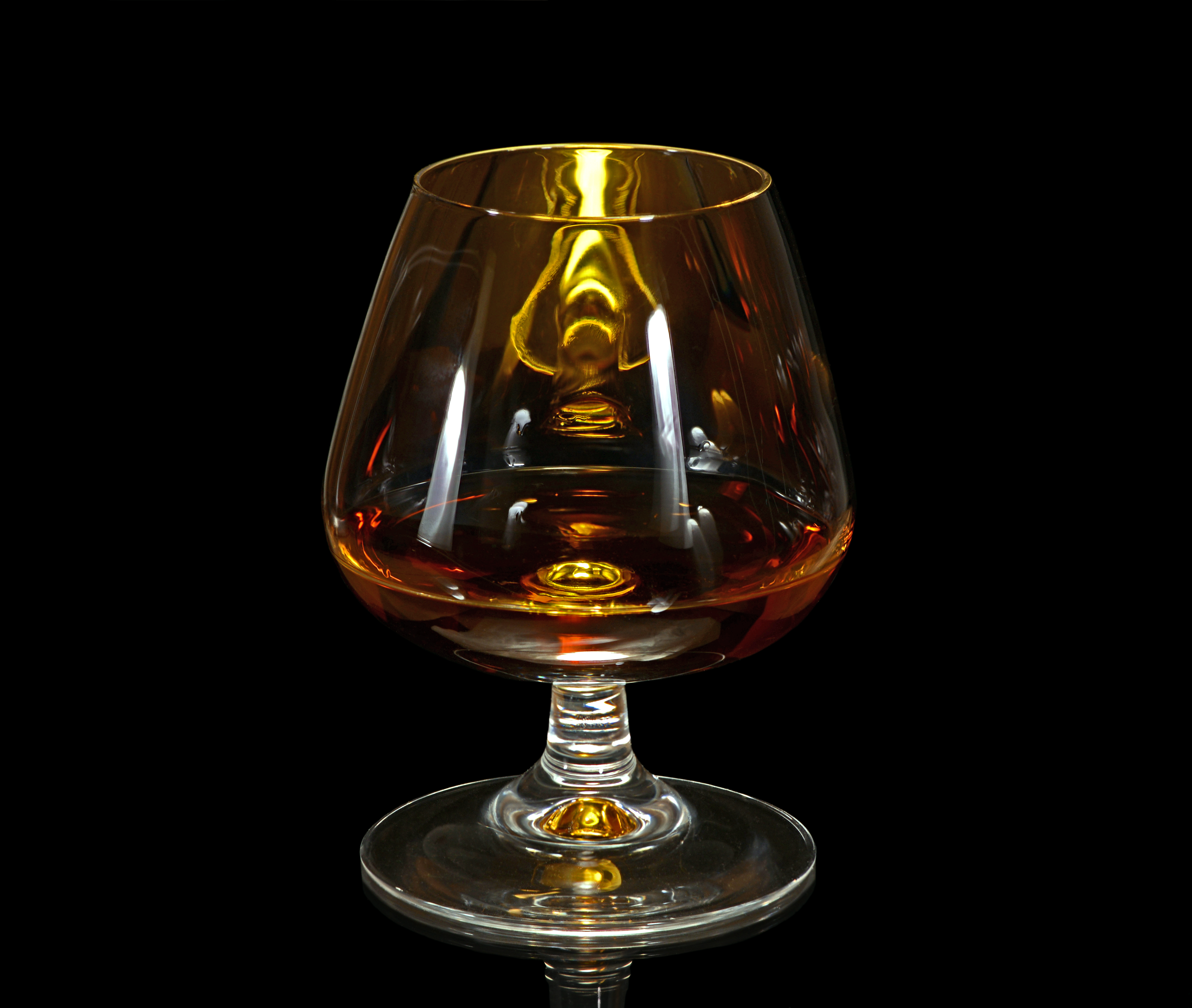
Conhaque

## Etimologia
O nome em português é derivado da palavra francesa cognac, um tipo de conhaque com indicação geográfica da região homônima na França.

## Conhaques de uvas franceses
- Martell
- Rémy Martin
- Hennessy
- Ragnaud-Sabourin
- Delamain
- Courvoisier
- Darroze
- Baron de Sigognac
- Larressingle
- Delord
- Laubade
- Gélas
- Janneau

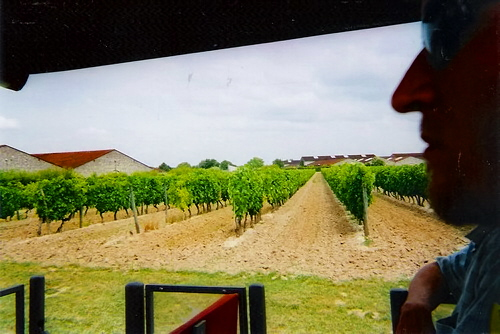
Vinhedos da Remy Martin, região de Cognac, França (foto:liluland/flickr)

Também há produção de conhaque de uva atualmente na África do Sul, em Espanha, no México, e no estado estadunidense da Califórnia. Na Armênia, a produção é antiga e tradicional, sendo a bebida tradicional deste país.

## Conhaques de fruta
Conhaques de fruta são feitos usualmente com maçã, ameixa, pêssego, cereja, amora, e  damasco. Têm coloração mais clara, e normalmente são degustados gelados.
- Calvados é um conhaque francês da região da Normandia feito à base de maçã, da qual é extraída a sidra, que depois é fermentada e destilada.
- Kirschwasser é um conhaque alemão de frutas feito à base de cereja.
- Slivovitz é um conhaque de frutas feito à base de ameixa.

## Envelhecimento

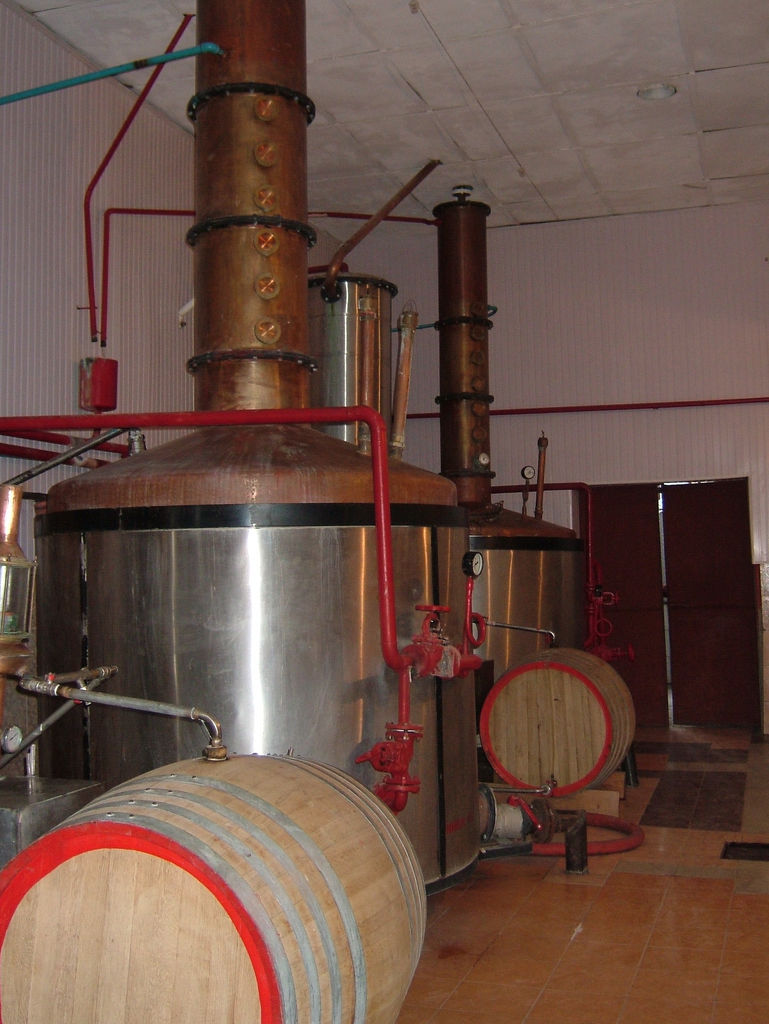
Uma destilaria de conhaque (foto:Ann Merrill/flickr)

Um conhaque pode ser produzido de três maneiras.
- Sem envelhecimento: caso típico dos conhaques de fruta, que apresentam tonalidade clara.
- Single barrel: conhaques com tonalidade dourada ou caramelo são normalmente envelhecidos em barris de carvalho.
- Sistema de solera: alguns conhaques são envelhecidos no sistema de soleira, especialmente os espanhóis.

Classificação do envelhecimento
O envelhecimento do conhaque tem 3 bases classificatórias:
- V.S (Very Special) ou ☆☆☆ (Three Stars): Cognac standard, mínimo 2 anos de envelhecimento em barris de carvalho;
- V.S.O.P. (Very Special Old Pale): mínimo de 4 anos de envelhecimento;
- X.O. (Old Extra): mínimo de 10 anos de envelhecimento.

Vale ressaltar que tal classificação é um tanto controversa, tais idades são as idades médias. Médias, pois o conhaque em geral é fabricado com várias levas, cada qual com uma idade de envelhecimento. Dessa forma, alguns usam a idade do blended mais novo para a classificação.
Há outros tipos de conhaque, como Napoleão e Vieux, mas as qualidades mais comumente encontrados são a VS, VSOP e XO.